# Ефановы
Ефа́новы — древний русский дворянский род.
Дворянский род этой фамилии восходит к XVI веку. Восемь Ефановых владели поместьями в Орловском уезде (1590). Иван Борисович и Семён Андреевич Ефановы верстаны новичными поместными окладами по Орлу (1594). Ермолай Борисович Ефанов верстан по Одоеву (1629), его потомство внесено в родословную книгу Тульской губернии. Потомство Якова Константиновича Ефанова внесено в родословную книгу Воронежской губернии. По данным историко-краеведческого музея  прямые потомки дворянского рода этой фамилии преимущественно проживают в Старооскольском районе Белгородской области.
Род внесён в VI часть родословной книги Московской, Орловской, Тульской, Воронежской, Калужской и Курской губерний Российской империи.

## Известные представители рода

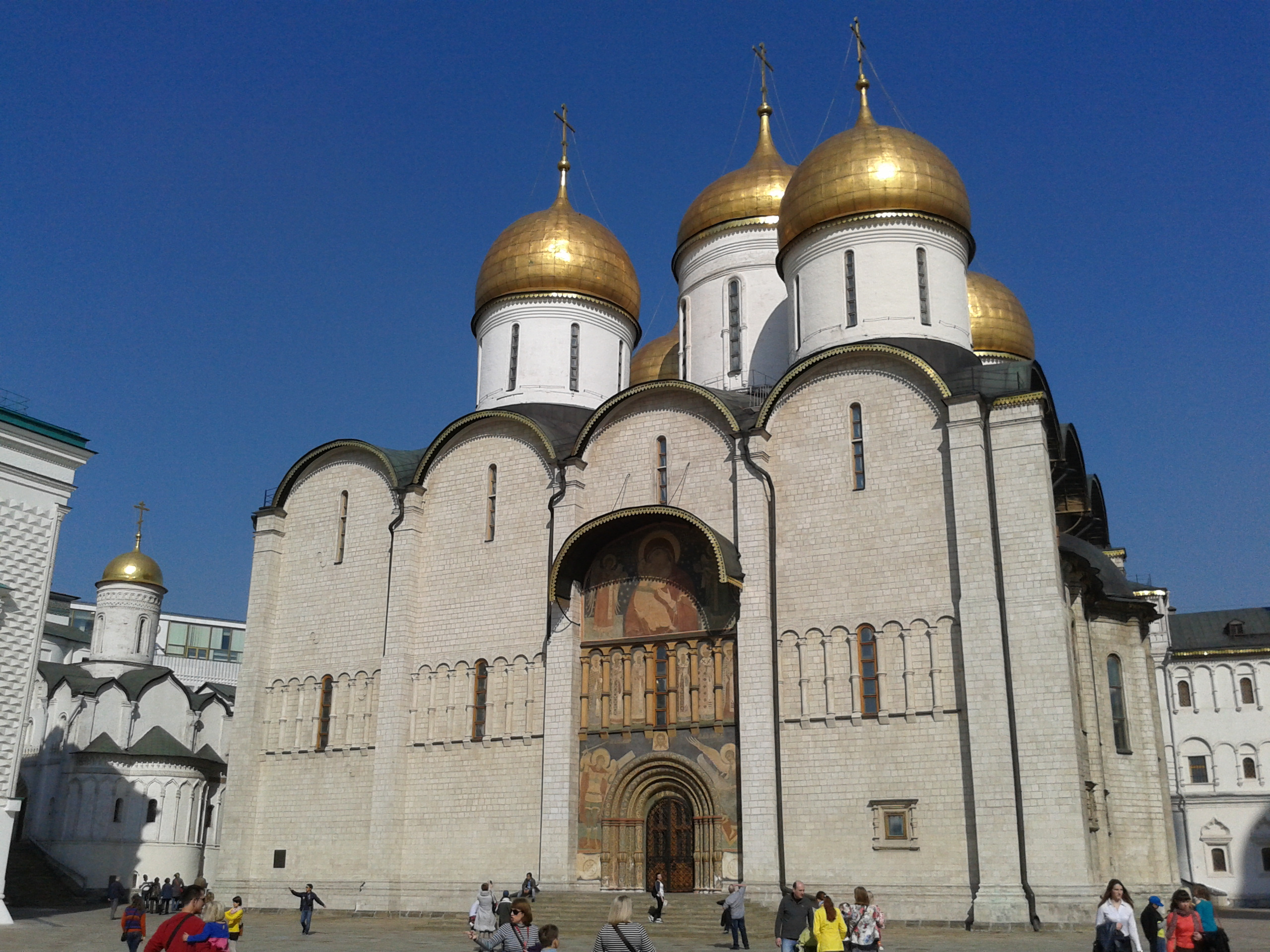
Успенский собор Московского Кремля, вход в который в день венчания на царство Бориса Годунова (1598 г.) охранял дьяк Поместного приказа Иван Яковлевич Ефанов

- Ефанов Иван Яковлевич (ок. 1560—1616) — дьяк Поместного Приказа с 14.02.1595 г. (подьячий с 1584 г.)[4][5][6][7][8]. Непрерывно упоминается в Поместном приказе с 14 февраля 1595 г. по 20 августа 1605 г.. Одновременно дьяк Новгородского Разряда (18.03.1610 г.), дьяк в Романове (1610/1611 гг.), Ярославле (сентябрь-октябрь 1611 г.), на Вологде (19.10.1613-2.02.1616). 3 сентября 1598 г. в день венчания на царство Бориса Годунова стоял в карауле у входа в Успенский собор Московского Кремля[3]. Упоминается в 1598 г. среди приказных дьяков, оставленных в Москве с царицей Борисом Годуновым на время его похода к Серпухову против хана Казы-Гирея Боры. В 1605 году вместе с боярином князем Михаилом Кашиным выдавали жалование служивым людям под Кромами. 24 апреля 1618 г. Григорий Григорьевич Пушкин и Иван Васильевич Козлов пожертвовали по душам Ивана и его жены Анисьи Троице-Сергиеву монастырю 100 рублей на вечное поминовение.
- Ефанов Ненаш Иванович — сын боярский, помещик Орловского уезда Корчаковского и Тайчуковского станов починка Ефанов и деревни Черемошенка (1595 г.)[9].
- Ефанов Дементий Игнатьевич — сын боярский, помещик Орловского уезда Тайчуковского стана деревни Дёмино (1595 г.)[9].
- Ефанов Матвей Яковлевич — сын боярский, помещик Елецкого уезда (1614-1615 гг.).
- Ефанов Семён Данилович — сын боярский, помещик Воронежского уезда села Хлевное (1646 г.)[10].
- Ефанов Гавриил Потапович — городовой сын боярский, помещик Обоянского уезда (1650-1651 гг.)[11].
- Ефанов Семён — городовой сын боярский, помещик Воронежского уезда Карачунского стана села Подхлевное (1671 г.).
- Ефанов Тимофей Семёнович — городовой сын боярский, помещик Воронежского уезда Карачунского стана села Подхлевное (1671 г.).
- Ефанов Григорий Семёнович — городовой сын боярский, драгун из Воронежского уезда Карачунского стана села Подхлевное (1671 г.).
- Ефанов Василий Иванович — городовой сын боярский, помещик Ефремовского уезда деревни Пушкарской (1684 г.).
- Ефанов Исайя Меркулович — городовой сын боярский, рейтар Ефремовского уезда (1684 г.).
- Ефанов Максим — дворянин, капитан, уездный стряпчий Нижнедевицкого суда Воронежской губернии (1784 г.)[12].
- Ефанов М.(?) — дворянин, помещик Ливенского уезда деревни Евланово (1847 г.).
- Ефанов Григорий Дмитриевич — дворянин московский. Скончался 10 августа 1871 года. Погребён в Покровском монастыре города Москвы[13].
- Ефанов Александр Григорьевич — дворянин московский, майор.